# Hinckaertshuis
Het Hinckaertshuis in de Oude Kijk in 't Jatstraat is een van de oudste huizen in de stad Groningen. Het is oorspronkelijk een steenhuis dat aan het einde van de dertiende eeuw werd gebouwd.
Vanaf de straat naar het huis gekeken is het rechter deel, met de verhoogde ingang het oorspronkelijke huis. De verhoogde ingang naar een hoge eerste verdieping past bij een steenhuis. Het linker deel dateert uit de vijftiende eeuw en is de vervanger van een eerder zijhuis met een dwarskap.
De naam verwijst naar Adriaen Hinckaert, een edelman uit de Zuidelijke Nederlanden, die in 1572 trouwde met Johanna de Mepsche (overl. 1596). Zij was een kleindochter van Johan de Mepsche van Meyma en Deetgen Huinga, van wie er ooit een groot gezinsportret in het Hinckaertshuis, en later in het Mepschengasthuis hing.
In de vijftiende eeuw werd het bewoond door Otto ter Hansouwe (Hanzow), die bierbrouwer was en burgemeester van de stad is geweest. Van Hansouwe was gehuwd met Syerd Lewe (ook wel de Mepsche en Meyma genoemd). Na het overlijden van haar echtgenoot stichtte zij een gasthuis dat direct naast het Hinckaertshuis verrees. In haar testament bepaalde zij dat het gasthuis, dat nu bekendstaat als het Mepschengasthuis, bestuurd zou worden door haar erfgenamen die in Groningen zouden wonen in het Hinckaertshuis.

Thans is in het Hinckaertshuis gevestigd het architectenbureau OVT Architecten, die in 1985/'86 het huis onderworp aan een ingrijpende restauratie en in 2012 een uitgebreide publicatie over het Hinckaertshuis het licht deed zien.

## Trivia
In 1775 heeft de toenmalige bewoner, Paulus 's Graeuwen, hoogleraar aan de  Universiteit van Groningen en rector magnificus van 1773 - 1774, het ontwerp van het grafmonument van de  Leidse geleerde Herman Boerhaave laten opnemen in de behangdecoratie van de tuinkamer. 
’s Graeuwen was een leerling van Boerhaave. Het grafmonument, in 1762 geplaatst in de  Pieterskerk te Leiden, is van de hand van Antony Wapperon naar een ontwerp van Frans Hemsterhuis.